# Super Bowl XLII
O Super Bowl XLII, realizado no University of Phoenix Stadium, em Phoenix, Arizona, nos Estados Unidos, em 3 de fevereiro de 2008, foi a final da Temporada de 2007 da NFL. A partida confrontou o New England Patriots (campeão da AFC), então invicto na temporada, e o New York Giants (campeão da NFC) e terminou com a vitória do time de Nova York, por 17 a 14. Foi a terceira conquista de Super Bowl do Giants, que já havia levantado o troféu em 1986 e 1990. O Prêmio de MVP, jogador mais valioso, foi o quarterback Eli Manning.
Esta partida foi considerado uma das maiores surpresas (zebra) na história dos esportes e também um dos melhores Super Bowl já disputados. Os Patriots entraram na partida como franco favoritos após encerrar o ano com uma temporada perfeita, a primeira desde o Miami Dolphins de 1972, sendo a primeira equipe a terminar a temporada invicta desde a expansão da liga para dezesseis jogos por ano em 1978. Os Giants, que terminaram a temporada com dez vitórias e seis derrotas, estavam querendo se tornar o primeiro time da NFC a se classificar via wild card (repescagem) a vencer um Super Bowl e também estavam buscando a terceira vitória no Super Bowl da franquia e o primeiro desde o Super Bowl XXV dezessete anos antes. Ambas as equipes já tinham se enfrentado antes durante a temporada regular e muitos analistas apontaram que o jogo tinha sido muito mais competitivo do que o esperado.
Os primeiros três quartos foram dominados pelas defesas, mas perto do final do quarto período os Giants estavam perdendo por 14 a 10 quando eles começaram a campanha derradeira do jogo, na linha de 17 jardas do seu próprio campo faltando apenas 2:39 minutos no relógio. No que seria a jogada mais memorável da partida, o recebedor David Tyree fez uma recepção notável (o "Helmet Catch") numa terceira decida, quando ele pulou no ar e pegou a bola com apenas uma mão e a prensou contra o seu capacete e assim concluiu uma recepção de 32 jardas para manter New York vivo no ataque. Após mais uma conversão de terceira decida decisiva, deste vez uma recepção de onze jardas por Steve Smith na lateral do campo, o wide receiver Plaxico Burress marcou o touchdown da vitória numa recepção de treze jardas faltando 35 segundos no relógio. O game winning-drive ("campanha para vitória") final dos Giants é considerada uma das incríveis da história do Super Bowl, segundo vários analistas.
O jogo em si foi muito disputado, com ambas as defesas dominando os ataques até o último quarto onde a maioria dos pontos aconteceram. Houve cinco mudanças de liderança no placar (New York assumiu a dianteira três vezes e New England duas). Apenas dez pontos foram marcados nos primeiros três quartos. Os Giants consumiram 9 minutos e 59 segundos no relógio em sua segunda campanha no jogo (um recorde no Super Bowl), mas conseguiram marcar apenas um field goal. Os Patriots responderam com um touchdown de uma jarda do running back Laurence Maroney na primeira jogada do segundo quarto. Após ninguém marcar pontos no terceiro quarto, o quarto e último período do Super Bowl viu três mudanças no placar (um recorde). Após um touchdown de três jardas por Tyree no começo do último quarto, Randy Moss, recebedor de New England, fez um touchdown de recepção de seis jardas faltando 2:42 minutos no relógio antes de New York responder com a última pontuação da partida. O quarterback Eli Manning dos Giants, que completou 19 de 34 passes para 255 jardas e lançou para dois touchdowns, além de uma interceptação, foi nomeado MVP do Super Bowl. Michael Strahan, veterano defensive end dos Giants, que se aposentou após a vitória, tinha conseguido dois tackles e um sack. Esta foi a primeira partida desde o Super Bowl IX em 1975 (onde o Pittsburgh Steelers derrotou o Minnesota Vikings por 16 a 6) onde nenhum dos dois times tinham passado da marca de 20 pontos feitos.
O Super Bowl XLII ficou na quinta posição da lista da NFL.com dos 100 Melhores Jogos de todos os tempos, sendo o Super Bowl mais bem posicionado nesta lista, enquanto a recepção de Tyree foi considerada a terceira melhor jogada do futebol americano na história. Muitos analistas e jornalistas classificam o Super Bowl XLII como o melhor de todos os tempos. Muitos sites esportivos consideram esta final não apenas como um dos momentos mais icônicos dos anos 2000 no que diz respeito aos esportes americanos, mas também como um dos momentos esportivos mais icônicos de todos os tempos. A vitória dos Giants, uma equipe desacreditada, contra a dinastia do New England Petriots dos anos 2000, uma equipe liderada por um dos melhores quarterbacks de todos os tempos, é considerado uma das maiores zebras na história dos esportes e chamou atenção mundial.
A transmissão da partida nos Estados Unidos ficou a cargo da rede de televisão Fox e acabou entrando para a lista de um dos Super Bowls mais assistidos de todos os tempos com uma média de audiência de 97,5 milhões de espectadores em solo americano. A banda de rock, Tom Petty and the Heartbreakers, ficou responsável pelo entretenimento no intervalo do jogo. Pelo mundo, este evento foi transmitido para mais de 223 países e territórios.

## Resumo do jogo
- 1º Quarto
  - NYG - Lawrence Tynes, field goal de 32 jardas, 5:01. Giants 3–0. Jogadas: 16, Jardas: 63, 9:59.
- 2º Quarto
  - NE - Laurence Maroney, corrida de 1 jarda (ponto extra: chute de Stephen Gostkowski), 14:57. Patriots 7–3. Jogadas: 12, Jardas: 56, 5:04.
- 3º Quarto
  - Não houve pontuação
- 4º Quarto
  - NYG - David Tyree, passe de 5 jardas de Eli Manning (ponto extra: chute de Lawrence Tynes). 11:05. Giants 10-7. Jogadas: 6, Jardas: 80, 3:47.
  - NE - Randy Moss, passe de 6 jardas de Tom Brady (ponto extra: chute de Stephen Gostkowski), 2:42. Patriots 14–10. Jogadas: 12, Jardas: 80, 5:12.
  - NYG - Plaxico Burress, passe de 13 jardas de Eli Manning (ponto extra: chute de Lawrence Tynes), 0:35. Giants 17–14 Jogadas: 12, Jardas: 83, 2:07.
- Final: New York Giants 17, New England Patriots 14